# Mary Toft
Mary Toft, o Tofts, nata Denyer (Godalming, 21 febbraio 1703 – Godalming, 13 gennaio 1763), è stata una truffatrice britannica, nota per essere stata protagonista di una beffa ai danni di alcuni medici, ai quali nel 1726 fece credere di aver dato alla luce una cucciolata di conigli.
La storia della donna galvanizzò l'intera Inghilterra, compresa la corte reale e vari dottori, tutti convinti della veridicità della vicenda. La bufala venne svelata solo grazie all'arguzia di Cyriacus Ahlers e altri medici che riuscirono a scoprire il trucco: la donna non faceva altro che inserire nel proprio utero pezzi di animale, per poi espellerli davanti a testimoni.
Mary fu in seguito imprigionata con la pesante accusa di «vile truffa e impostura»: a causa della frode, infatti, venne mortificata l'immagine della medicina inglese e furono rovinate le carriere di vari eminenti uomini di scienza. La risonanza della vicenda fu talmente elevata che venne ripresa da celebri letterati ed artisti, primi fra tutti William Hogarth e Voltaire.

## Preambolo
Il 19 novembre 1726 apparve sul Weekly Journal un'insolita notizia:
La «povera donna» era Mary Toft, contadina di 23 anni, moglie di Joshua Toft, un «povero merciaio ambulante» con cui si unì in matrimonio nel 1720, e madre di tre figli: Mary, Anne e James. Trattandosi di una contadina, le circostanze suggeriscono che quando nel 1726 Toft diventò di nuovo incinta, questa continuasse a lavorare nei campi. La gravidanza fu messa a rischio da una serie di complicazioni, tanto che ad agosto la donna iniziò ad avvertire dolori al ventre, per poi accorgersi con orrore di aver evacuato molti pezzi di carne informi, uno fra i quali era addirittura «grande quanto il mio braccio [quello della Toft]». Con tutta probabilità, le cause di quanto successo vanno ricercate in un'anomalia dell'impianto placentare, a causa della quale si sarebbe interrotto lo sviluppo dell'embrione, con conseguente espulsione di grumi di sangue e masse informi.
Nonostante sembrasse un aborto, la gravidanza continuò e, quando il 27 settembre partorì, vennero espulse solo delle parti di animali. Questi vennero subito mandati a John Howard, un ostetrico basato a Guildford con trent'anni di esperienza. Pur essendo inizialmente scettico, Howard si recò comunque dalla Toft. Inizialmente il medico non trovò nulla di strano; ciononostante, nei giorni successivi le doglie ricominciarono, e uscirono altri pezzi di carne somiglianti ad animali. Stando a un resoconto del 9 novembre, la donna in pochi giorni diede alla luce gambe di gatto soriano, gambe di coniglio, la dorsale di un'anguilla, budella e altri pezzi di animali irriconoscibili.
A questo punto la storia iniziò a fare scalpore, tanto che i suoi echi raggiunsero il 4 novembre la corte di Giorgio I d'Inghilterra, dove operava Nathaniel St André, chirurgo-anatomista del Re sin dal 1723. St André ne avrebbe poi scritto in un pamphlet, Henry Davenant (1727), dove riportò anche alcune lettere che Howard scambiò con Henry Davenant, altro medico di corte:
Since I wrote to you, I have taken or deliver'd the poor Woman of three more Rabbets, all three half grown, one of them a dunn Rabbet; the last leap'd twenty three Hours in the Uterus before it dy'd. [...] If you have any curious Person that is pleased to come Post, may see another leap in her Uterus, and shall take it from her if he pleases; which will be a great Satisfaction to the Curious. [...] I have brought the Woman to Guildford for better Convenience.
I am, SIR, Your humble Servant,
JOHN HOWARD.»
Da quando le scrivo, la donna ha dato luce ad altri tre conigli, tutti e tre a metà della crescita. Fra questi, uno era particolarmente esile; l'ultimo, invece, si è dimenato per ventitré ore nell'Utero, prima di morire. [...] Se c'è qualche persona curiosa a cui farebbe piacere venire a vedere, può vedere il feto dimenarsi, e prelevarlo dal grembo materno se gli va a genio. Sono certo che sarà una grande soddisfazione per i curiosi. [...] Ho condotto la donna a Guildford essendo una locazione più comoda.
Sono, SIRE, il suo umile servitore,
JOHN HOWARD.»

## Indagini
Su ordine della famiglia reale, che iniziò ad interessarsi seriamente al caso, St. André e Samuel Molyneux si recarono a Guildford, dove Howard aveva condotto Mary Toft, invitando chiunque dubitasse della storia ad assistere a uno dei parti. I due, arrivati nella città il 15 novembre, rimasero impressionati: la Toft, infatti, aveva appena partorito il torso di un coniglio. St. André subito procedette con le indagini: per verificare se l'animale avesse respirato aria, immerse i suoi polmoni nell'acqua per vedere se galleggiassero - cosa che effettivamente fecero. St. André quindi proseguì con un esame medico sulla stessa Toft, giungendo alla conclusione che i conigli si fossero sviluppati all'interno delle tube di Falloppio.
Quella stessa sera, la donna ebbe nuovamente delle doglie: dal suo utero uscirono infatti un altro torso, della pelle e quindi una testa. Il re, affascinato dalla storia, decise di mandare a Guildford Cyriacus Ahlers, con l'incarico di redigere una relazione sulla vicenda: il medico arrivò nella cittadina il 20 novembre. Ahlers era notevolmente scettico, e quando arrivò non trovò affatto segni di effettiva gravidanza sulla donna; a confermare i suoi sospetti, osservò che la Toft era solita stringere le ginocchia prima dei parti, come se dovesse impedire la caduta di qualcosa. Il comportamento di Howard fu ritenuto altrettanto sospetto.
Ahlers decise dunque di non far trapelare le proprie perplessità, lasciando che i presenti pensassero che lui credesse alla storia della Toft; con una scusa, quindi, fece ritorno a Londra, portando con sé alcuni pezzi di coniglio. Esaminandoli con più cura, scoprì che questi erano stati recisi con uno strumento da taglio, notando anche tracce di paglia e di grano nei loro intestini. Il 21 novembre Ahlers scrisse le proprie impressioni prima al Re, e poi a «varie persone degne di nota e di stima»: il giorno successivo, Howard richiese al medico la restituzione dei pezzi di coniglio. Lo scetticismo di Ahlers fece preoccupare non solo Howard e St. André, ma soprattutto il Re, che subito inviò St. André ed un altro collega nuovamente a Guildford. Una volta arrivati, Howard subito li informò che la Toft aveva dato alla luce altri due conigli.
Dopo il parto, la Toft espulse anche quella che doveva essere la placenta: la donna era tuttavia molto malata, soffrendo di un incessante dolore nella parte destra dell'addome. In una mossa preventiva contro Ahlers, St. André raccolse numerose testimonianze dei prodigiosi eventi, per poi fare una dimostrazione anatomica della teoria della Toft davanti al Re ed alla corte. Dopo questi eventi, la Toft fu condotta a Londra, accompagnata da St. André e da Richard Manningham (noto ostetrico della capitale). Fu ulteriormente esaminata, e venne scoperto che la parte destra del suo addome era sensibilmente più grande del normale. Per proseguire con le indagini, Mary fu quindi portata al bordello Lacey's, presso i Leicester Fields.

## Controlli

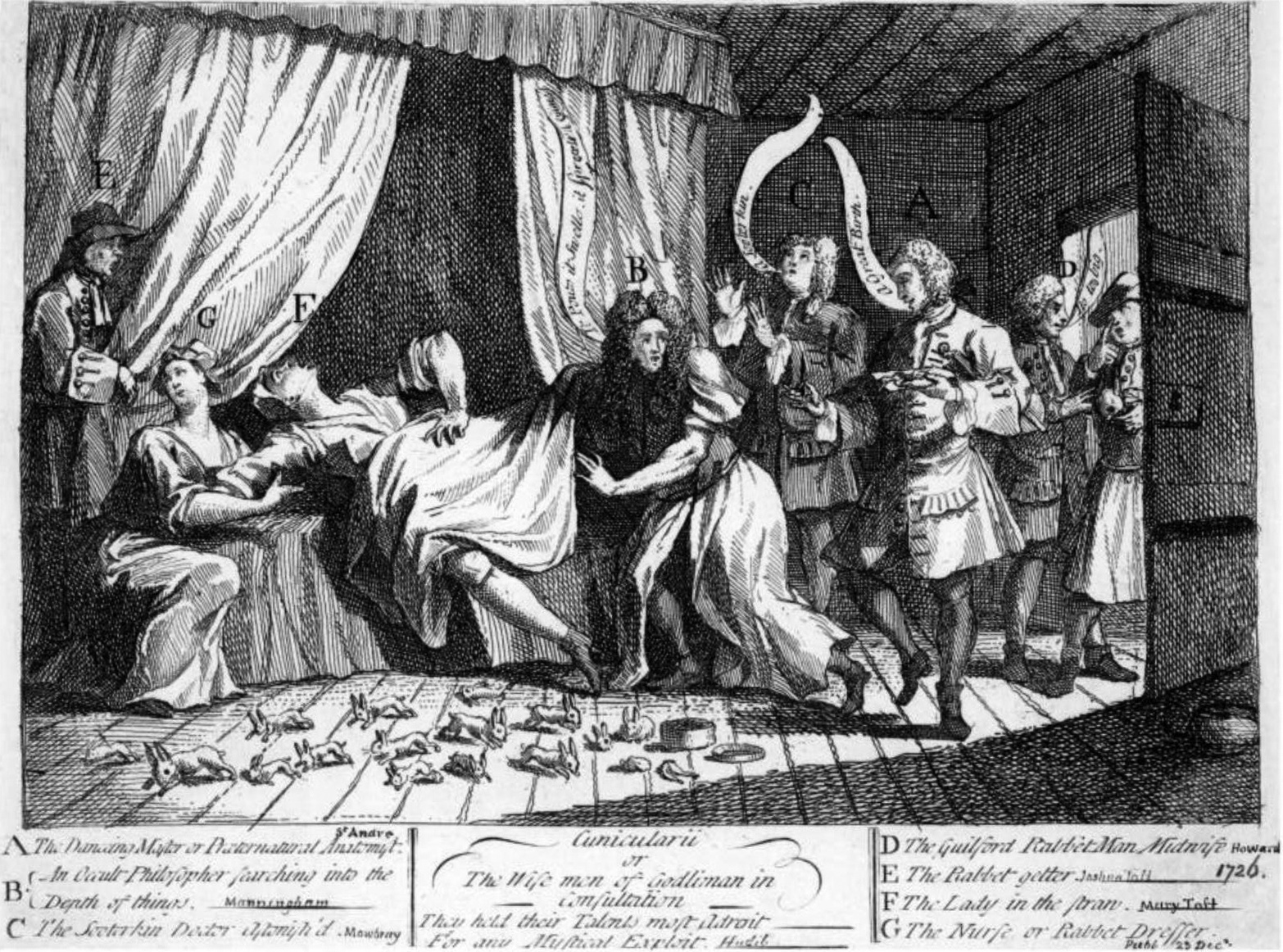
Cunicularii, o The Wise Men of Godliman in Consultation, di Hogarth: viene rappresentata la Toft nel presunto atto di partorire i conigli.

La stampa diede eccezionale risonanza alle vicende: alcuni giornali erano scettici, mentre altri - come la Norwich Gazette - consideravano il fatto un semplice pettegolezzo. Interessante fu il commento di John Hervey, che disse all'amico Henry Fox:
Sotto la stretta supervisione di St. André, la Toft fu esaminata da decine di eminenti medici e chirurghi, fra cui John Maubray. Il Maubray suggerì che la donna potesse esser stata impressionata da un coniglio, dando così un difetto di nascita e condizionando i parti futuri. Un suo collega, James Douglas, pure credeva che il dibattito si trattasse di una bufala e, nonostante l'insistenza di St. André, continuò a rimanere diffidente. Questa posizione fu di eccezionale influenza, considerando che Douglas era uno degli anatomisti più rispettati in Inghilterra, mentre si credeva che St. André fosse diventato medico di corte solo poiché sapeva parlare fluentemente il tedesco, ovvero la lingua nativa del Re. Le cose cambiarono quando vi fu l'ascesa al potere del partito Whig, supportato sia da Manningham che da Douglas, che quindi riuscirono ad elevare il proprio status professionale. Douglas, in particolare, riteneva che una donna che partoriva conigli era tanto probabile quanto un coniglio che partorisse esseri umani, ma nonostante questo disincanto volle comunque vedere la Toft. St. André, al contrario, non fu invitato a prendere parte ai controlli.
(James Douglas)
Sotto l'attento occhio dei medici, la Toft entrò in travaglio varie volte, senza nessun risultato.

## Confessione

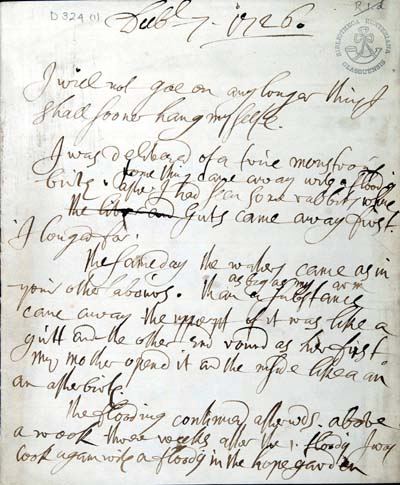
Confessione scritta di Mary Toft, redatta il 7 dicembre 1726

L'inganno venne scoperto il 4 dicembre, grazie alla scaltrezza di Thomas Onslow che incominciò a indagare per conto proprio. Onslow scoprì che il marito della Toft, Joshua, il mese prima aveva acquistato un'insolita quantità di cuccioli di coniglio. Lo stesso giorno Thomas Howard raccontò di essere stato persuaso dalla suocera della Toft, Margaret, a introdurre un coniglio nella cella della donna. Mary rigettò quest'accusa, mentre Margaret sostenne di aver preso il coniglio solo per mangiarlo.
Manningham iniziò a sottoporre la Toft a estenuanti interrogatori, della durata anche di 3 o 4 ore, che però non diedero alcun risultato. A questo punto, decise di mettere in scena un bluff, prospettando alla Toft l'eventualità di un doloroso esperimento, per verificare se internamente fosse strutturata come tutte le altre donne o «in una maniera particolare che permette il convogliamento di conigli nell'utero». Alle minacce di una dolente operazione chirurgica, la donna confessò la frode il 7 dicembre, alla presenza di Manningham, Douglas, John Montagu e Frederick Calvert. Dopo l'aborto spontaneo, quando la cervice era ancora dilatata, aveva con l'aiuto di un complice inserito nell'utero le zampe e il corpo di un gatto, e la testa di un coniglio. Ammise addirittura di aver inventato una storia, secondo la quale questo fenomeno era dovuto all'inseguimento di un coniglio nell'orto, che l'avrebbe lasciata così scossa da menomarne perpetuamente il feto. Nei parti successivi, il trucco rimase uguale, ovvero quello di inserire nella vagina parti del corpo di animali vari.
Tormentata da Manningham e Douglas, certificò la natura fraudolenta degli avvenimenti sia l'8 che il 9 novembre, per poi essere incarcerata presso la prigione di Tothill, sotto l'accusa di «vile truffa e impostura».

## Conseguenze
Una volta rivelato che la vicenda della Toft si trattava solo di una mistificazione fraudolenta, i medici iniziarono ad essere pubblicamente sbeffeggiati. William Hogarth riprese l'avvenimento nell'opera Cunicularii, o The Wise Men of Godliman in Consultation (1726), dove viene raffigurata la Toft nell'atto di partorire un coniglio: la figura «F» è la Toft, «E» è il marito, «A» è St André, e «D» è Howard. Anche George Vertue ridicolizzò la vicenda, con The Surrey-Wonder, e The Doctors in Labour, or a New Wim-Wam in Guildford; quest'ultima opera, in particolare, venne divulgata nel 1727 con l'intento di burlare la figura di St André.
St André, per difendersi dai vari attacchi mediatici (che lo designarono addirittura come gulliverian, ovvero «divulgatore di storie favolose»), pubblicò il 3 dicembre un pamphlet di 40 pagine, A Short Narrative of an Extraordinary Delivery of Rabbets, con cui rivendicò la propria reputazione medica; il medico scrisse anche Some observations concerning the woman of Godlyman in Surrey, dove riportò le proprie impressioni sul caso Toft. La vita di St André, in ogni caso, fu travagliata anche una volta terminata la parabola di Mary Toft. In seguito alla morte di Samuel Molyneux per avvelenamento, il chirurgo sposò quella che era la moglie di Molyneux, Elizabeth.
Il matrimonio attirò grossi sospetti, tanto che il cugino di Molyneux ritenne St André responsabile della sua morte; quest'accusa venne obiettata con la causa per diffamazione - poi vinta - di St André. Nonostante questo apparente successo, la carriera del medico era ormai macchiata indelebilmente: sia lui che la moglie venivano sbeffeggiati a tempo inesauribile, tanto che i coniugi decisero poi di ritirarsi in campagna, dove St. André morì nel 1776, alla veneranda età di 96 anni.
Tornando al caso Toft, questo venne usato da Robert Walpole per simbolizzare il Settecento, da lui percepito come bramoso, corrotto ed illusorio. Molte altre furono tuttavia le satire che mortificarono l'immagine della medicina in Inghilterra, dove i medici tout court, considerati creduloni e sprovveduti, divennero i protagonisti indiscussi di pamphlet, testi umoristici, volantini e ballate popolari. Gli echi della notizia raggiunsero anche Voltaire, che nel suo saggio Singularités de la nature indicò il caso di Mary Toft come un esempio di come gli inglesi protestanti fossero influenzati da una Chiesa ignorante.
Dal punto di vista strettamente biografico, Mary Toft venne scarcerata l'8 aprile 1727; fece subito ritorno nel natio Surrey, dove ebbe un'altra bambina nel febbraio del 1727. Le ultime notizie di lei si hanno nel 1740, quando fu imprigionata per aver trafficato oggetti rubati, e nel 1763, anno in cui morì. Neanche la Toft sfuggì alla furia derisoria dei satiristi, che si incentrarono immediatamente sui lati più volgari della vicenda. In questo ambito, molto tagliente fu A Plain Refutation of All that Has Been Written or Said Concerning the Rabbit-Woman of Godalming (1727), dove l'analfabetismo della Toft venne riletto in chiave sessuale: «I wos a Wuman as had grate nattural parts, and a large Capassiti, and kapible of being kunserned in depe Kuntrivansis». A sbeffeggiare l'ingenuità dei medici implicati vi furono anche Alexander Pope e William Pulteney, autore della ballata satirica The Discovery.

### Ulteriori letture
- Boyer, The Political state of Great Britain, N/A, 1726.
- Thomas Braithwaite, Remarks on A Short Narrative of an Extraordinary Delivery of Rabbets (PDF), 1726. URL consultato il 3 dicembre 2015 (archiviato dall'url originale il 19 febbraio 2012).
- James Caulfield, Mary Toft, the pretended rabbit-breeder, in Portraits, Memoirs, and Characters of Remarkable Persons from the Revolution in 1688 to the end of the Reign of George II, vol. 2, Londra, H.R. Young & T. H. Whiteley, 1819,  pp. 196-203. URL consultato il 4 agosto 2008.
- Pickover Cliff, The Girl Who Gave Birth to Rabbits, Prometheus Books.
- Edward Costen, The several depositions of Edward Costen, Richard Stedman, John Sweetapple, Mary Peytoe, Elizabeth Mason, and Mary Costen (PDF), 1727. URL consultato il 3 dicembre 2015 (archiviato dall'url originale il 29 maggio 2013).
- James Douglas, An advertisement occasioned by some Passages in Sir R. Manningham's Diary (PDF), 1727. URL consultato il 3 dicembre 2015 (archiviato dall'url originale il 19 febbraio 2012).
- Lemuel (pseudonimo) Gulliver, The anatomist dissected: or the man-midwife finely brought to bed (PDF), 1727. URL consultato il 3 dicembre 2015 (archiviato dall'url originale il 27 maggio 2013).
- Sir Richard Manningham, An exact diary of what was observ'd during a close attendance upon Mary Toft, the pretended rabbet-breeder of Godalming in Surrey (PDF), J. Roberts, 1726. URL consultato il 3 dicembre 2015 (archiviato dall'url originale il 29 maggio 2013).
- Elizabeth Nihell, The Famous Imposition of the Rabbet-woman of Godalmin, 1760.
- Alexander Pope, The discovery: or, The Squire turn'd Ferret, A. Campbell, 1727. URL consultato il 3 dicembre 2015 (archiviato dall'url originale il 19 febbraio 2012).
- A Letter from a Male Physician, 1726. URL consultato il 3 dicembre 2015 (archiviato dall'url originale il 29 maggio 2013).
- St. André's Miscarriage, 1727.
- The Wonder of Wonders, Ipswich, 1726.